# Ogilvie, Minnesota
Ogilvie är en ort i Kanabec County i delstaten Minnesota, USA.